# Żdimir
Żdimir (ros. Ждимир) – wieś (sieło) w Rosji, w obwodzie orłowskim, w rejonie znamieńskim. W 2010 liczyła 327 mieszkańców.